# Rudi Gering
Rudi Gering, nemški smučarski skakalec, * 1917, Turingija, Nemčija, † 1998 ali 1999, Bavarska, Nemčija.

## Kariera
Rudi Gering je leta 1941 na Tednu smuških poletov na Bloudkovi velikanki v Planici z 108 in 118 metri postavil dva svetovna rekorda.
Sodeloval je tudi pri načrtovanju in izgradnji Letalnice Heini Klopfer skupaj s Klopferjem, Seppom Weilerjem in Tonijem Brutscherjem. Pozneje je zgradil svoj hotel v kraju Tutznig ob jezeru Starnberger na Bavarskem.

## Svetovni rekordi
| Datum         | Skakalnica               | Kraj                            | Metri |
| ------------- | ------------------------ | ------------------------------- | ----- |
| 2. marec 1941 | Bloudkova velikanka K120 | Planica, Kraljevina Jugoslavija | 108   |
| 2. marec 1941 | Bloudkova velikanka K120 | Planica, Kraljevina Jugoslavija | 118   |